# Arditti Quartett

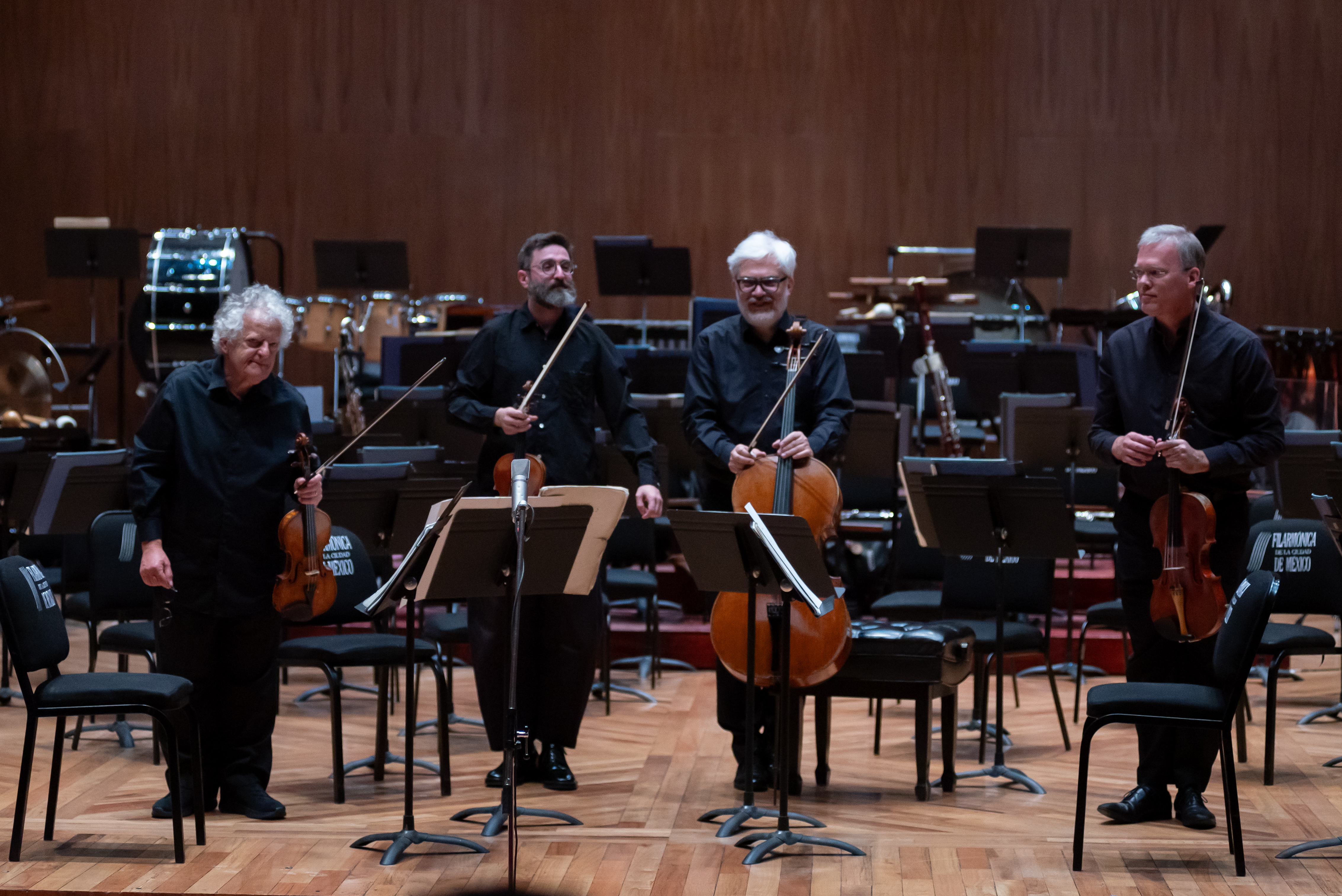
Das Arditti Quartett im Jahr 2024

Das Arditti Quartett ist ein 1974 gegründetes Streichquartett mit Schwerpunkt auf der Interpretation von Kompositionen aus dem 20. Jahrhundert und der Gegenwart.

## Geschichte
Das Quartett wurde 1974 in London durch den Geiger Irvine Arditti gegründet. Seine Mitglieder waren zudem ständige Dozenten bei den Darmstädter Ferienkursen für Neue Musik und gaben weltweit Meisterkurse und Workshops für junge Interpreten und Komponisten. 
Mehrere hundert Streichquartette wurden dem Quartett gewidmet. Es spielte Uraufführungen von Werken von Komponisten wie Louis Andriessen, Georges Aperghis, Harrison Birtwistle, Benjamin Britten, John Cage, Elliott Carter, Edisson Denissow, Pascal Dusapin, Brian Ferneyhough, Friedrich Goldmann, Erhard Grosskopf, Sofia Gubaidulina, Toshio Hosokawa, Mauricio Kagel, György Kurtág, Helmut Lachenmann, Bernhard Lang, György Ligeti, Bruno Maderna, Philippe Manoury, Conlon Nancarrow, Wolfgang Rihm, Peter Ruzicka, Giacinto Scelsi, Salvatore Sciarrino, Karlheinz Stockhausen und Iannis Xenakis.
Die Diskographie des Quartetts umfasst über 340 CDs. In der Repertoire-Liste sind über 1200 Werke aufgeführt – ein großer Teil davon Uraufführungen. Bei dem französischen Label Montaigne Naïve erschienen 42 Aufnahmen mit Porträts zeitgenössischer Komponisten. Zudem entstand die erste Aufnahme sämtlicher Streichquartette der Zweiten Wiener Schule. Viele Werke wurden in Anwesenheit der Komponisten eingespielt, so zum Beispiel die vollständigen Streichquartette von Luciano Berio. Auch Karlheinz Stockhausens „Helikopter-Quartett“ wurde vom Ensemble aufgenommen.
Das Arditti Quartett erhielt zahlreiche Auszeichnungen und Preise.

## Mitglieder
- Irvine Arditti – Violine (seit 1974)
- Ashot Sarkissjan – Violine (seit Juni 2005)
- Ralf Ehlers – Viola (seit Januar 2003)
- Lucas Fels – Violoncello (seit 2006)

### Frühere Mitglieder
Violine
- Lennox MacKenzie (seit 1974)
- Alexander Bălănescu (seit 1983)
- David Alberman (seit 1986)
- Graeme Jennings (seit 1994)

Viola
- Levine Andrade (seit 1974)
- Garth Knox (seit 1990)

- Dov Scheindlin (seit 1997)

Violoncello
- John Senter (seit 1974)
- Helen Liebmann (seit 1976)
- Rohan de Saram (seit 1977)

## Auszeichnungen
- mehrfache Auszeichnung mit dem Deutschen Schallplattenpreis[2]

- 1999: Ernst von Siemens Musikpreis[3]
- 1999: Gramophone Award in der Kategorie „Beste Aufnahme zeitgenössischer Musik“ für die Aufnahme mit Werken von Elliott Carter[2]
- 2002: Gramophone Award in der  „Beste Aufnahme zeitgenössischer Musik“ für Pulse Shadows von Harrison Birtwistle[2]
- 2004: „Coup de Cœur“ der Académie Charles Cros den für den „Beitrag zur Verbreitung der Musik unserer Zeit“.
- 2018: Gramophone Award in der Kategorie „Beste Aufnahme zeitgenössischer Musik“ für die Quartette I-V von Pascal Dusapin[2]

## Diskographie (Auswahl)
- Harrison Birtwistle: The Tree of Strings, 9 Movements (Aeon; 2012)
- John Cage: Music for Four, 30 Pieces (Mode; 1989)
- John Cage: String quartet in four parts, Four  (Mode; 1992)
- Elliott Carter: Streichquartette 1–4, Elegy (Et Cetera; 1989)
- Pascal Dusapin: Streichquartette 1–5, Musique Fugitive (Aeon; 2012)
- Roberto Gerhard: Streichquartette 1–2, Chaconne (Aeon; 2010)
- Erhard Grosskopf: Streichquartette 1–3, (Neos; 2007)
- Jonathan Harvey: Streichquartette 1–4, Streichtrio (Aeon; 2009)
- Hans Werner Henze: Streichquartette 1–5 (Wergo; 1986)
- Helmut Lachenmann: Streichquartett Nr. 1, 2 und 3 (Kairos; 2011)
- György Ligeti: Streichquartett Nr. 1/Streichquartett Nr. 2 (Wergo; 1988)
- György Ligeti: Streichquartett Nr. 1/Streichquartett Nr. 2, 2 Movements, Ballad und tanz, Hyllning (Sony; 1996)
- Conlon Nancarrow: Streichquartett Nr. 1/Streichquartett Nr. 3, Studie 15, 31, 33, 34, Toccata (Wergo; 2007)
- Hilda Paredes: Cuerdos del Destino/Canciones Lunáticos, Papalote, In Memoriam Thomas Kakuska (Aeon; 2015)
- Arnold Schönberg: Streichquartett I-IV (Montaigne/naive; 1994)
- Arnold Schönberg: Chamber Music (Montaigne/naive; 1995)
- Karlheinz Stockhausen: Helikopter quartett (Stockhausen Verlag; 1999)
- Anton Webern: The complete String Trios and Quartets (Montaigne/naive; 1991)
- Iannis Xenakis: Complete string chamber music (Montaigne/naive; 1992)
- Turgut Ercetin: Panopticon specularities (Edition RZ; 2019)